# Airbus A380

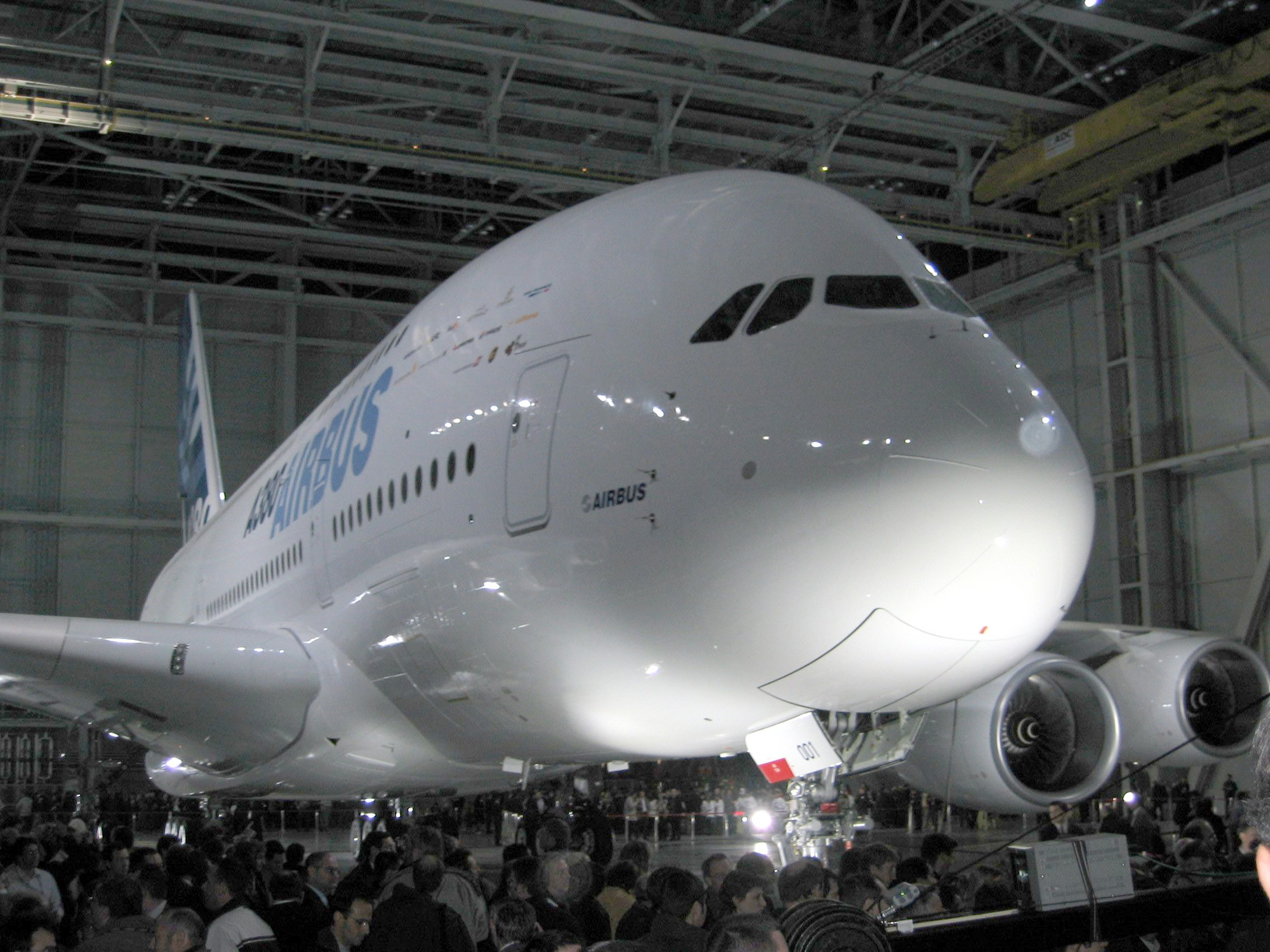
De eerste voltooide A380 in Toulouse

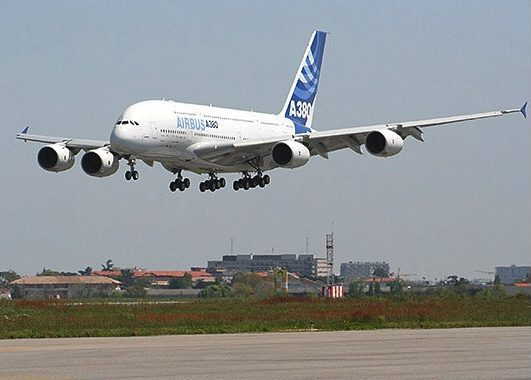
Eerste testvlucht, 27 april 2005

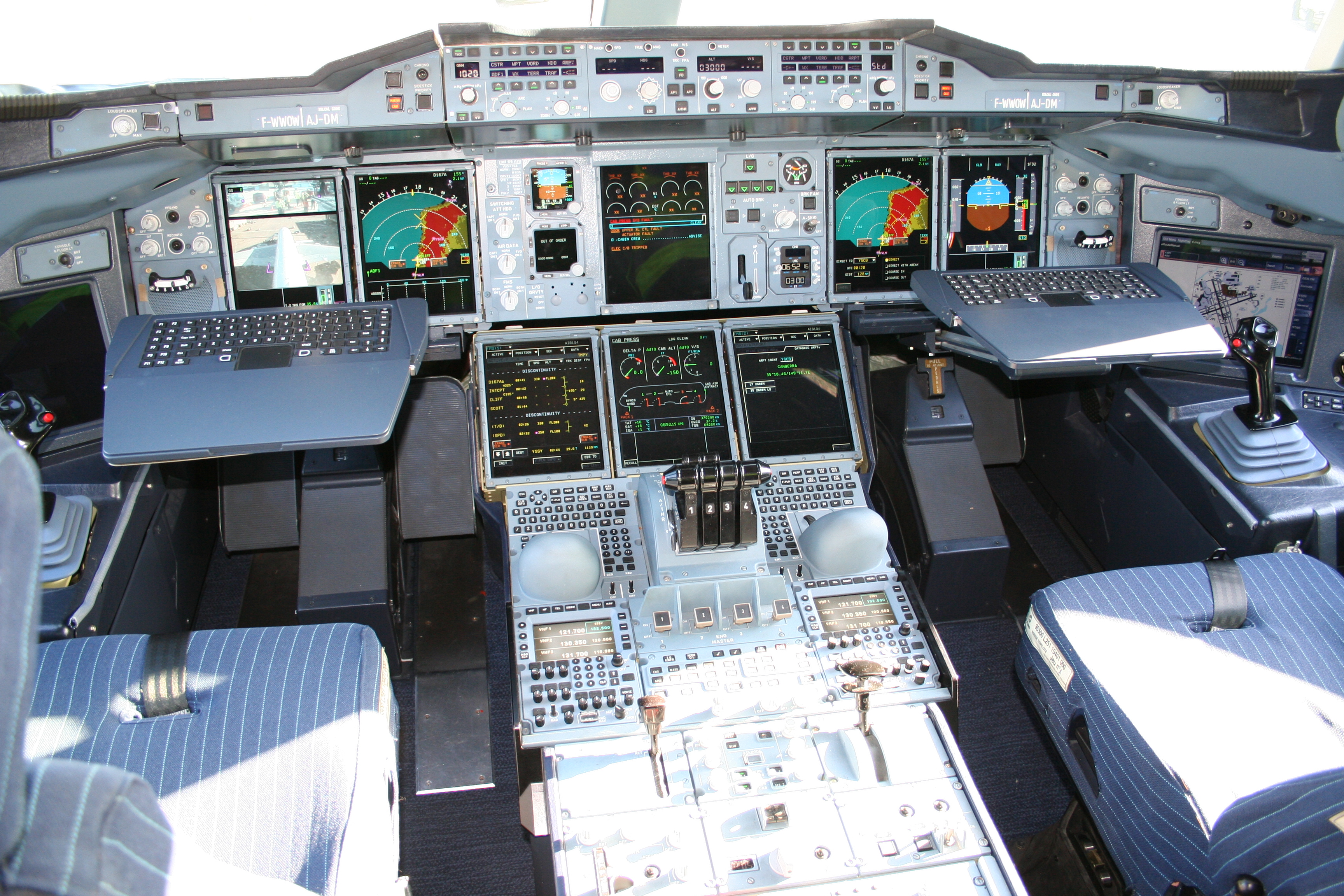
De cockpit

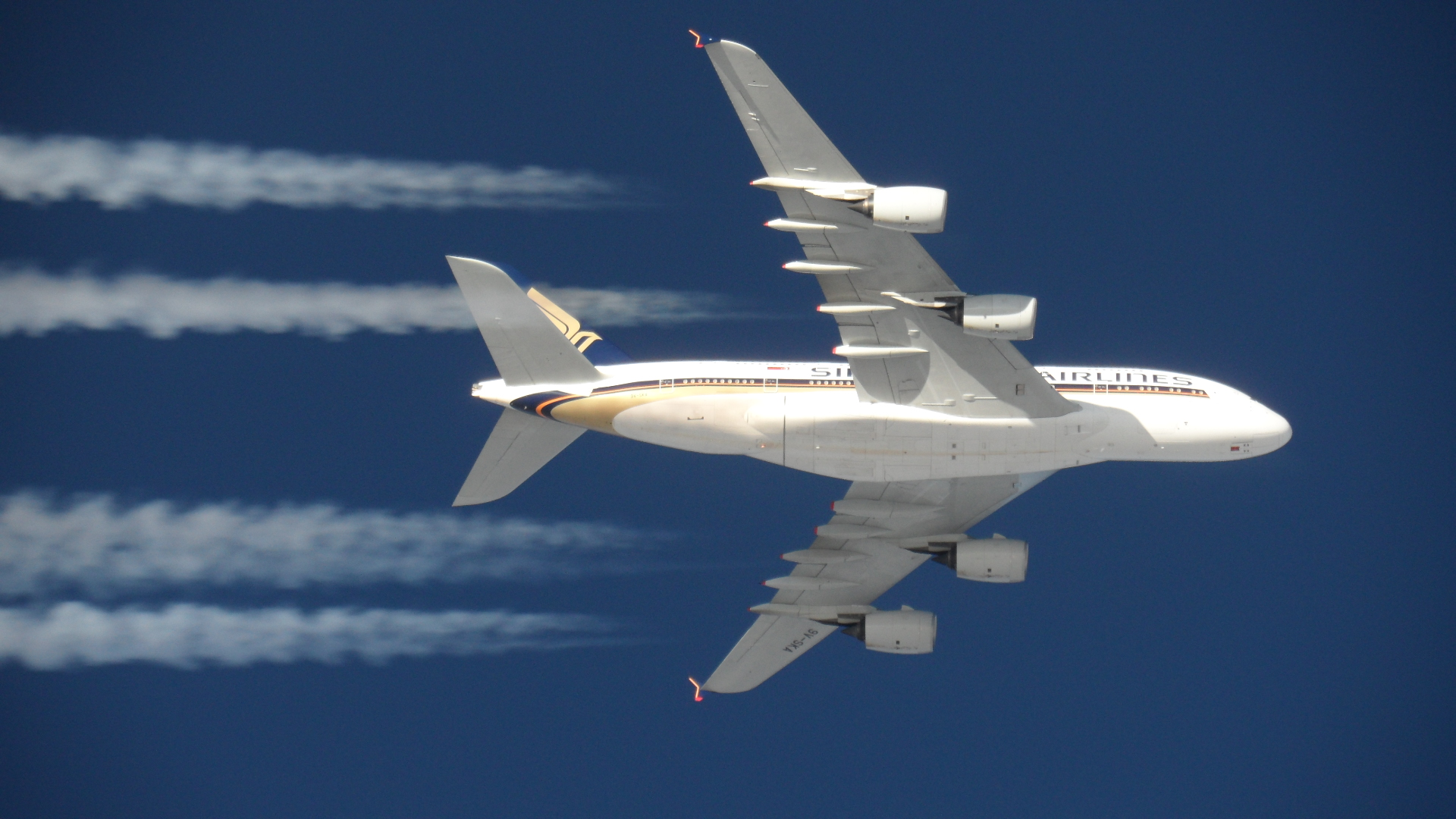
Een A380 van Singapore Airlines in kruisvlucht

De Airbus A380 is een passagiersvliegtuig van het Europese concern Airbus. Het is het grootste luchtwaardige passagiersvliegtuig ter wereld. Het is een widebody-vliegtuig met twee verdiepingen, het vrachtruim niet meegeteld. Het biedt plaats aan 853 passagiers, bij een gemiddelde configuratie passen er 555 personen in. De eerste testvlucht werd op 27 april 2005 gemaakt, de eerste commerciële vlucht werd tweeënhalf jaar later, op 25 oktober 2007, uitgevoerd. Dat was een toestel, dat in dienst van Singapore Airlines van Singapore naar Sydney vloog. Dit was eveneens de eerste route waarop een lijndienst door het toestel werd onderhouden.
Er landde op 8 juni 2010 voor het eerst een A380 op Brussels Airport en op 15 juli was luchthaven Schiphol aan de beurt.
De assemblage van het toestel gebeurde in Toulouse, in Frankrijk, maar de productie werd door tegenvallende verkopen in 2021 gestaakt. Air France-KLM besloot in 2020 het toestel niet meer te laten vliegen.

## Ontwikkeling
Airbus begon de ontwikkeling van een zeer groot verkeersvliegtuig, in de begindagen door Airbus Megaliner genoemd, in het begin van de jaren 90 en begon na marktstudie in juni 1994 aan de A3XX. Verschillende ontwerpen werden overwogen, waaronder een combinatie van twee rompen van de A340 naast elkaar. Er werd van 1997 tot 2000 aan het ontwerp gewerkt met als uitgangspunt dat de operationele kosten 15 tot 20 procent lager moesten zijn dan die van de Boeing 747-400. Men kwam uiteindelijk tot de huidige uitvoering met twee verdiepingen.
Airbus werd in die tijd ook geherstructureerd. De nieuwe beheerraad stemde op 19 december 2000 met een programma van 8,8 miljard euro voor het bouwen van de A3XX in, onder de nieuwe naam A380. Er waren 55 bestellingen van de eerste zes klanten. De definitieve configuratie werd begin 2001 vastgelegd, en de aanmaak van de eerste vleugelonderdelen startte op 23 januari 2002. De kosten waren toen het eerste vliegtuig gereed was al tot 18 miljard euro gestegen.
Vijf A380's werden gebouwd voor test- en demonstratiedoeleinden. Het vliegtuig werd op 18 januari 2005 in de aanwezigheid van zo'n 5000 toeschouwers officieel in de Franse stad Toulouse gepresenteerd, onder wie de vier regeringsleiders van de deelnemende landen. De eerste testvlucht, waarbij de bemanning was uitgerust met een parachute om in het uiterste geval via een luik te kunnen ontsnappen, vond op 27 april 2005 plaats, ook vanaf Toulouse. Het toestel kreeg op 12 december 2006 het certificaat voor luchtwaardigheid, uitgereikt door het Europees Agentschap voor de veiligheid van de luchtvaart en de Federal Aviation Administration.
Airbus ging uit van een afzetmarkt van 1200 toestellen in de eerste 20 jaar. Om uit de kosten te komen moet Airbus 420 toestellen verkopen.
De eerste leveringen waren oorspronkelijk eind 2006 gepland, maar verschoven vanwege problemen met de productiecapaciteit. De tests met het vliegtuig verliepen naar verluidt zonder problemen, maar de levering van de A380 werd nog eens vanwege problemen met de bekabeling van het toestel uitgesteld. De gedupeerde vliegmaatschappijen overwogen juridische stappen of eisten een schadevergoeding van Airbus. De FedEx Express annuleerde hun bestelling van 10 stuks A380F en bestelde in de plaats daarvan 15 Boeings 777F's.

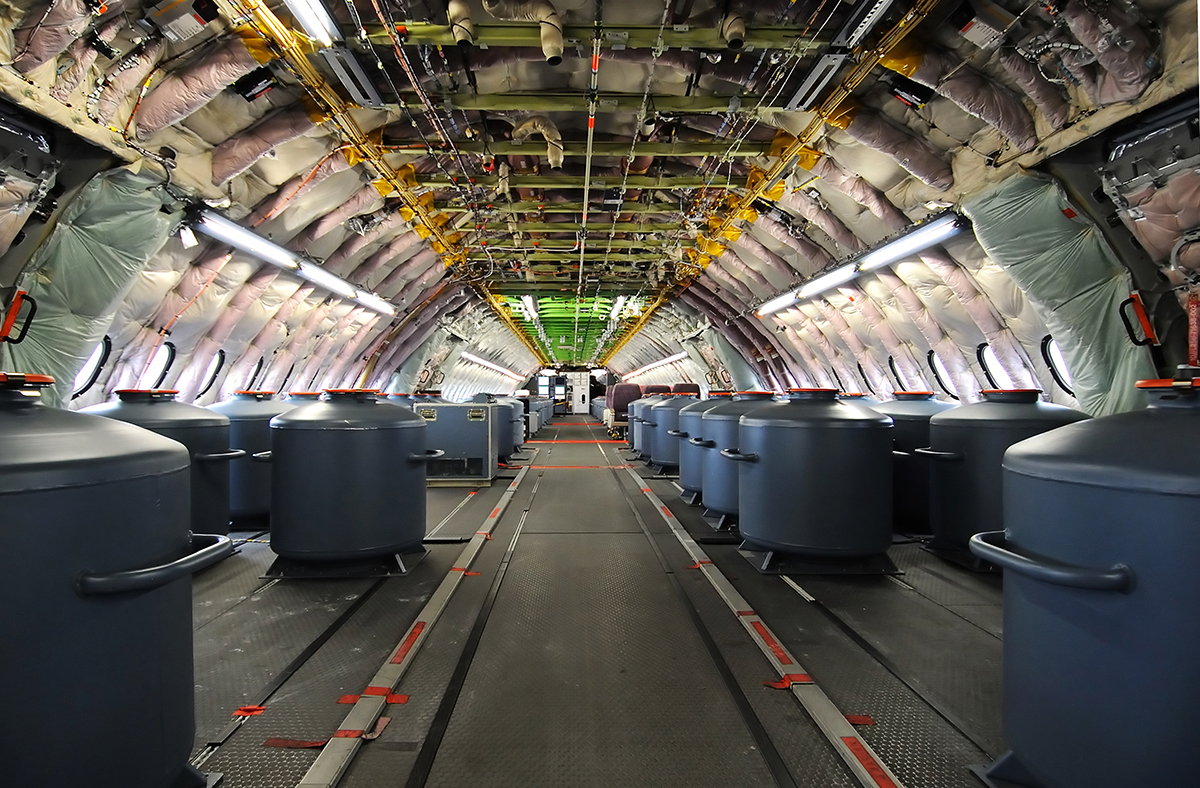
De eerste testvlucht met watertanks als ballast

De eerste commerciële vlucht was op 25 oktober 2007. Toen op 8 juni 2010 de A380 op Brussels Airport landde, werd de technische afhandeling van het toestel getest. Nadat de test werd voltooid, vertrok het toestel weer op dezelfde dag.

## Bestellingen en leveringen
Het toestel maakte zijn eerste trans-Atlantische vlucht met passagiers op 19 maart 2007 tussen Frankfurt am Main en New York. 500 passagiers vlogen mee. De eerste vijf A380-toestellen werden aan Singapore Airlines geleverd. Nadat in Toulouse het eerste afgeleverde toestel op 25 oktober 2007 officieel aan Singapore Airlines overgedragen was, werd op 25 oktober de eerste commerciële vlucht uitgevoerd. Deze vlucht ging van Singapore naar Sydney. Tickets voor deze vlucht, en voor de retourvlucht later in de week, waren op eBay te koop. Singapore Airlines ontving op 11 januari 2008 het tweede toestel en op 11 maart 2008 het derde toestel. De dagelijkse vluchten op de lijn Singapore-London Heathrow begonnen op 18 maart. 
Emirates was de tweede maatschappij die met de A380 commerciële vluchten maakt. Het eerste toestel werd geleverd op 28 juli 2008. Vanaf 1 augustus startten commerciële vluchten tussen Dubai en New York.
Qantas was de derde maatschappij die de A380 in dienst nam. Het eerste vliegtuig werd op 19 september 2008 geleverd en startte op 20 oktober met commerciële vluchten tussen Melbourne en Los Angeles en op 24 oktober tussen Sydney en Los Angeles.
Er werden in 2008 twaalf toestellen geleverd: vijf aan Singapore Airlines, vier aan Emirates en drie aan Qantas.
De vierde luchtvaartmaatschappij Air France ontving eind 2009 een A380. Air France is hiermee de eerste Europese maatschappij die de A380 in dienst nam, Lufthansa op 19 mei 2010 de tweede Europese maatschappij. 
| maatschappij               | in dienst sinds | in bestelling | geleverd | motoren                |
| -------------------------- | --------------- | ------------- | -------- | ---------------------- |
| Air France                 | 2009            | 0             | 10       | Engine Alliance GP7000 |
| All Nippon Airways         | 2019            | 0             | 3        | Trent 900              |
| Asiana Airlines            | 2014            | 0             | 6        | Trent 900              |
| British Airways            | 2013            | 0             | 12       | Trent 900              |
| China Southern Airlines    | 2011            | 0             | 5        | Trent 900              |
| Emirates                   | 2008            | 0             | 123      | GP7000 / Trent 900     |
| Etihad Airways             | 2014            | 0             | 10       | GP7000                 |
| Korean Air                 | 2011            | 0             | 10       | GP7000                 |
| Lufthansa                  | 2010            | 0             | 14       | Trent 900              |
| Malaysia Airlines          | 2012            | 0             | 6        | Trent 900              |
| Qantas                     | 2008            | 0             | 12       | Trent 900              |
| Qatar Airways              | 2014            | 0             | 10       | GP7000                 |
| Singapore Airlines         | 2007            | 0             | 24       | Trent 900              |
| Thai Airways International | 2012            | 0             | 6        | Trent 900              |
| totaal                     |                 | 0             | 251      |                        |

GP7000 = Engine Alliance GP7000 

Trent 900 = Rolls-Royce Trent 900
|  |

### Einde productie
De productie van de A380-800 is teruggeschroefd, er werden in 2010 slechts 18 stuks geleverd.
Airbus kondigde in december 2014 aan misschien te stoppen met de productie van de A380. 2014 was het eerste jaar waarin Airbus geen nieuwe klanten voor het toestel wist te vinden. Bovendien werd een aantal eerdere bestellingen geannuleerd. In juli 2016 besloot Airbus de productie van de A380 te halveren. Airbus bouwde in 2015 nog 27 exemplaren van de A380 en in 2016 28, in 2017 werden dit er 15 en vanaf 2018 nog maar 12 per jaar. Geen enkele Amerikaanse luchtvaartmaatschappij heeft nog bestellingen uitstaan.
Het besluit de productie te staken viel in februari 2019. De grootste klant, Emirates, paste een order aan en bestelde meer kleinere toestellen en minder A380's. De laatste levering was in 2021 en er werden nog slechts 17 toestellen geproduceerd. Door het besluit komen 3000 tot 3500 banen te vervallen, maar Airbus verwacht een deel van deze medewerkers te herplaatsen binnen het bedrijf. De allerlaatste gebouwde A380 vertrok op 17 maart 2021 bij haar eerste vlucht van Toulouse naar Hamburg om gereed gemaakt te worden voor de laatste klant (Emirates) voor de aflevering. In Hamburg werd het vliegtuig voorzien van cabine-interieur en werd het voorzien van het kleurenschema van de Emirates. 
Het vliegverkeer werd in de hele wereld tijdens de coronacrisis in 2020 vanaf maart volledig stil gelegd. Air France-KLM besloot in de periode die volgde, waarin dus geen enkel passagiersvliegtuig meer vloog, de Airbus A380 bij het hervatten in de toekomst van de vluchten niet meer in te zetten. Ook andere luchtvaartmaatschappijen besloten de A380 vervroegd uit te faseren.
In december 2021 werd de laatst gebouwde A380 afgeleverd aan Emirates. Wegens de snelle heropleving van de luchtvaart, nadat in 2022 wereldwijd veel maatregelen tegen de verspreiding van COVID-19 waren ingetrokken, werd door ANA, Korean Air, Lufthansa en Singapore Airlines besloten om toch weer met de A380 te gaan vliegen.

## Ontwerp

De Airbus A380 met een indeling voor 519 passagiers

De Airbus A380 wordt alleen gemaakt in een passagiersuitvoering. Airbus had oorspronkelijk ook een vrachtversie in gedachten, maar deze is op de lange baan geschoven. De A380-800 is oorspronkelijk ontworpen om in drie klassen 550 passagiers te vervoeren of 853 in toestellen met uitsluitend stoelen in de economyclass. Er is sinds mei 2007 ook de mogelijkheid om een extra premium-class te configureren, waardoor er nog maar plaats is voor 525 personen. Dat zou voor 370 km meer bereik zorgen. Het ontwerpbereik voor het 800-model was 15.200 km, waarmee het geschikt is voor vluchten tussen bijvoorbeeld Hongkong en New York of Amsterdam en Perth.
De vleugels van de A380-800 zijn geschikt voor een maximaal startgewicht (MTOW) van 650 ton. Het is in het ontwerp meegenomen dat de vleugels ook geschikt voor een mogelijke A380-900 zijn.

### Cockpit
Airbus heeft dezelfde cockpitindeling gebruikt als bij een aantal van haar andere vliegtuigen, om de kosten voor de opleiding van het personeel te verminderen. De A380 heeft wel een verbeterde glass cockpit. De besturing geschiedt door middel van fly-by-wire-technologie.  De cockpit bevat verder acht identieke lcd-schermen van 15 bij 20 cm, die indien nodig, van functie kunnen verwisselen. Ook zijn er een of twee head-up displays, huds, mogelijk.

### Motoren
De A380-800 kan met twee soorten motoren worden uitgerust. De Trent 900 van Rolls-Royce wordt geplaatst op de types A380-841, A380-842 en A380-843F. GP7000 van de Engine Alliance komt onder de vleugels van de A380-861 en de A380-863F.

### Passagierscompartiment
De stoelindeling in de Airbus is 3-4-3 beneden- en 2-4-2 bovendeks, beide dus met 2 gangpaden. De verdiepingen worden verbonden door twee trappen, een aan de voorzijde en een aan de achterkant van het toestel.
De A380 heeft in vergelijking met de directe concurrent, de Boeing 747, 49% meer vloerruimte, terwijl de capaciteit slechts 35% hoger is. Dit vertaalt zich in een groter comfort voor de reizigers: de stoelen en gangpaden zijn breder. Airbus stelt tevens dat vergeleken met de 747 de kosten per stoel 15 tot 20% lager zullen uitvallen en dat het vliegbereik 10 tot 15% groter zal zijn. Het vliegtuig produceert 50% minder lawaai dan de Boeing 747. De luchtdruk in het toestel is ook hoger dan gemiddeld en is te vergelijken met een hoogte van 1500 tot 2400 meter. Verwacht wordt dat deze beide aspecten de vermoeidheid van de passagiers zal verminderen. De Airbus A380 beschikt over grotere raampjes (60 cm lang) en de stoelen in de economyclass zijn gemiddeld vier centimeter breder.
Het toestel biedt plaats aan maximaal 853 passagiers. Het normale aantal is ongeveer 500 passagiers, over drie klassen verdeeld.

Doorsnede in economyclass

### Infrastructurele aanpassingen
De A380 is ontworpen om in de zogenaamde '80 meter-box' te passen (max. 80 meter spanwijdte en lengte), en kan in principe op elke startbaan landen die geschikt is voor de Boeing 747-400. Om het reusachtige toestel optimaal te laten functioneren worden de luchthavens die de A380 zullen ontvangen aangespoord om hun faciliteiten aan te passen. Met name de taxi- en startbanen moeten worden verbreed. De taxibanen moeten worden verbreed, omdat het vliegtuig een uitzonderlijk breed landingsgestel heeft. In een korte draai zouden de buitenste wielen buiten de grenzen van de taxibaan kunnen komen. De landingsbanen worden verbreed opdat de twee buitenste motoren geen voorwerpen kunnen opzuigen van de onverharde ondergrond. Om het risico van dergelijke schade, Foreign Object Damage of FOD, nog verder te beperken, zijn alleen de binnenste twee motoren met straalomkering, reverse thrust, uitgerust. Bij de terminals moet soms de fundering onder de platforms worden aangepast.
De luchthaventerminals kunnen worden aangepast om het ontschepen van passagiers zo vlot mogelijk te laten verlopen, hoewel dat niet noodzakelijk is. Voor het in- en uitstappen worden verschillende toegangen vanaf de gate gebruikt. Zowel voor de bovenste verdieping als voor de onderste verdieping wordt een slurf aangesloten. Soms worden meerdere gates gebruikt.

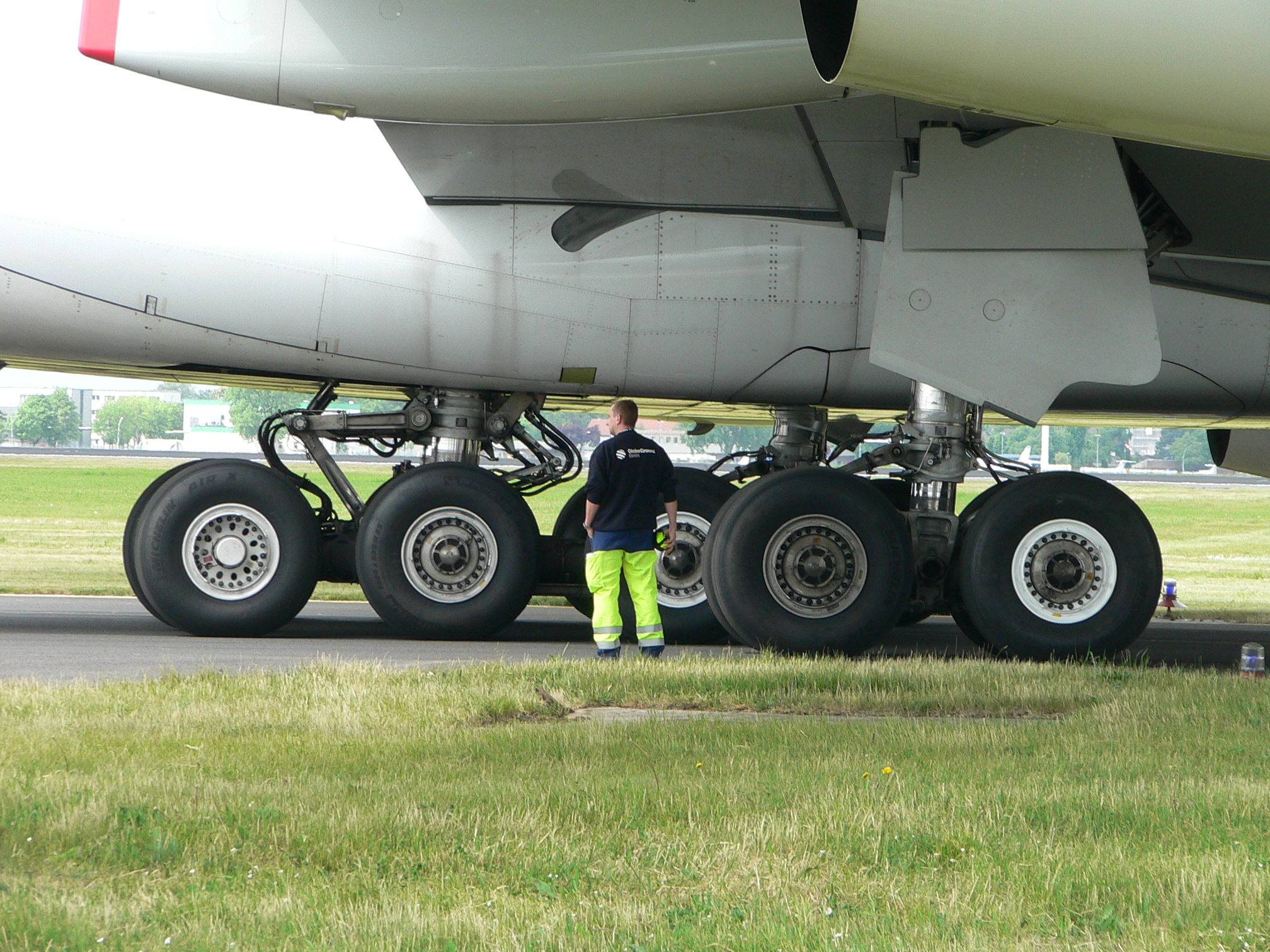
Een deel van het 22 wielen tellende landingsgestel

### Opstijg- en landingsvoorschriften
In verband met door vliegtuigen veroorzaakte luchtwervelingen moet er bij het opstijgen en landen altijd een bepaalde afstand tussen opeenvolgende toestellen zitten. Voor de Airbus A380-800 geldt dat een andere A380-800 7,4 km afstand moet houden, een ander groot vliegtuig 11 km, een gemiddeld vliegtuig 13 km en een klein toestel 15 km. Voor 2008 hanteerde de Internationale Burgerluchtvaartorganisatie ICAO afstanden die twee tot vier kilometer langer waren dan voor de Boeing 747-400. Nog eerder, tijdens de testfase van het toestel, werd er standaard 19 km aan afstand voor de A380 ingeruimd.

### Innovatie
Er wordt bij de productie van de A380 een aantal nieuwe technieken toegepast:
- Het vezel-metaal-laminaat glare: een combinatie van aluminium en glasvezelversterkte kunststof. Dankzij de relatief grote weerstand tegen vermoeiing vormt dit materiaal een lichter alternatief voor aluminium in de minder belaste delen. Door de lichtere constructie wordt bij het vliegen op de brandstofkosten bespaard, maar ondanks dat is het brandstofverbruik per passagier hoger dan gemiddeld, zelfs voor een viermotorig toestel.[14] Dit materiaal is door de Technische Universiteit Delft ontwikkeld en wordt door de firma Cytec uit de Verenigde Staten geproduceerd. Glare wordt onder andere door de firma Stork Aerospace, het voormalige Fokker, in rompdelen verwerkt.
- Thermoplastische vezelversterkte kunststoffen: Deze zijn, in tegenstelling tot de traditionele thermohardende vezelversterkte kunststoffen, door middel van verwarming te vervormen. Deze eigenschap maakt de composiet gemakkelijker toe te passen en daarmee goedkoper.

## Incidenten
- 4 november 2010: Er deed zich bij een A380 van Qantas, tijdens QF32, kort na het opstijgen van de luchthaven van Singapore een uncontained engine failure voor, waarbij er delen van de motor afvielen. Brokstukken van de motorbehuizing vielen op het Indonesische eiland Batam. Er vielen geen gewonden. De bemanning van de A380 besloot niet naar bestemming Sydney te vliegen, maar naar Singapore terug te keren. Na de landing stopte het vliegtuig op de landingsbaan en konden de passagiers het vliegtuig via trappen verlaten.[15] Op dezelfde dag besloot Qantas de gehele A380-vloot aan de grond te houden totdat het interne onderzoek in samenwerking met de motorfabrikant Rolls-Royce was afgerond.
- 11 april 2011: Een Airbus A380 van Air France raakte tijdens het taxiën naar de startbaan op John F. Kennedy International Airport met zijn vleugel de staart van een Bombardier CRJ700 van Comair. Beide toestellen raakten beschadigd.[16]
- 20 juni 2011: Een A380 moest op de jaarlijkse luchtvaartsalon van Le Bourget aan de grond blijven toen het tijdens het taxiën de tip van een vleugel tegen een gebouw verloor. Het toestel kon daardoor niet meer voor de geplande demonstraties worden gebruikt.[17][18]

## Vergelijking formaat met andere vliegtuigen
Slechts enkele vliegtuigen kunnen zich meten met de A380. De Boeing 747LCF van Boeing is qua inhoud groter, evenals de Antonov An-225. Dit toestel ging echter verloren tijdens de aanval op Kiev, Oekraïne, februari 2022.

Vergelijking van de grootte:
Scaled Composites Stratolaunch
Spruce Goose
Antonov An-225
Airbus A380
Boeing 747-8

De vergelijking met de Airbus A380 in vergelijking met de boeing 747

## Varianten
Van de reguliere A380 zijn de volgende varianten gepresenteerd.

### Airbus A380-900
In het ontwerp van Airbus is rekening gehouden met een verlengde versie van het toestel. Deze versie, mogelijk Airbus A380-900 of Airbus A380-1000 genoemd, zou 100 passagiers meer kunnen vervoeren, even comfortabel als de A380-800 er 555 kon vervoeren. De ontwikkeling van dit toestel zou volgens de plannen beginnen zodra de productie van de A380-800 op schema zat, met 40 toestellen per jaar. Dat had in 2010 moeten zijn, waarna in 2015 de eerste 900-variant zou worden geproduceerd. De A380-900 werd echter nooit in productie genomen.

### Airbus A380plus
Op de luchtvaartshow in Parijs, de Paris Air Show, in 2017 introduceerde Airbus de A380plus. Dit toestel zou in de economyclass een 3-5-3-configuratie krijgen, in tegenstelling tot de 3-4-3-configuratie in de Airbus A380-800. Het toestel zou ook grotere winglets krijgen, die 4 % efficiënter zouden zijn. De trappen naar het bovendek waren anders, waardoor er nog meer passagiers mee konden. De A380plus werd echter nooit in productie genomen.

### Airbus A380 ZERO-e
In 2022 werd de Airbus A380 ZERO-e aangekondigd. Dit is de oudste A380 die omgebouwd is om deels op waterstof te kunnen vliegen.

## Afbeeldingen

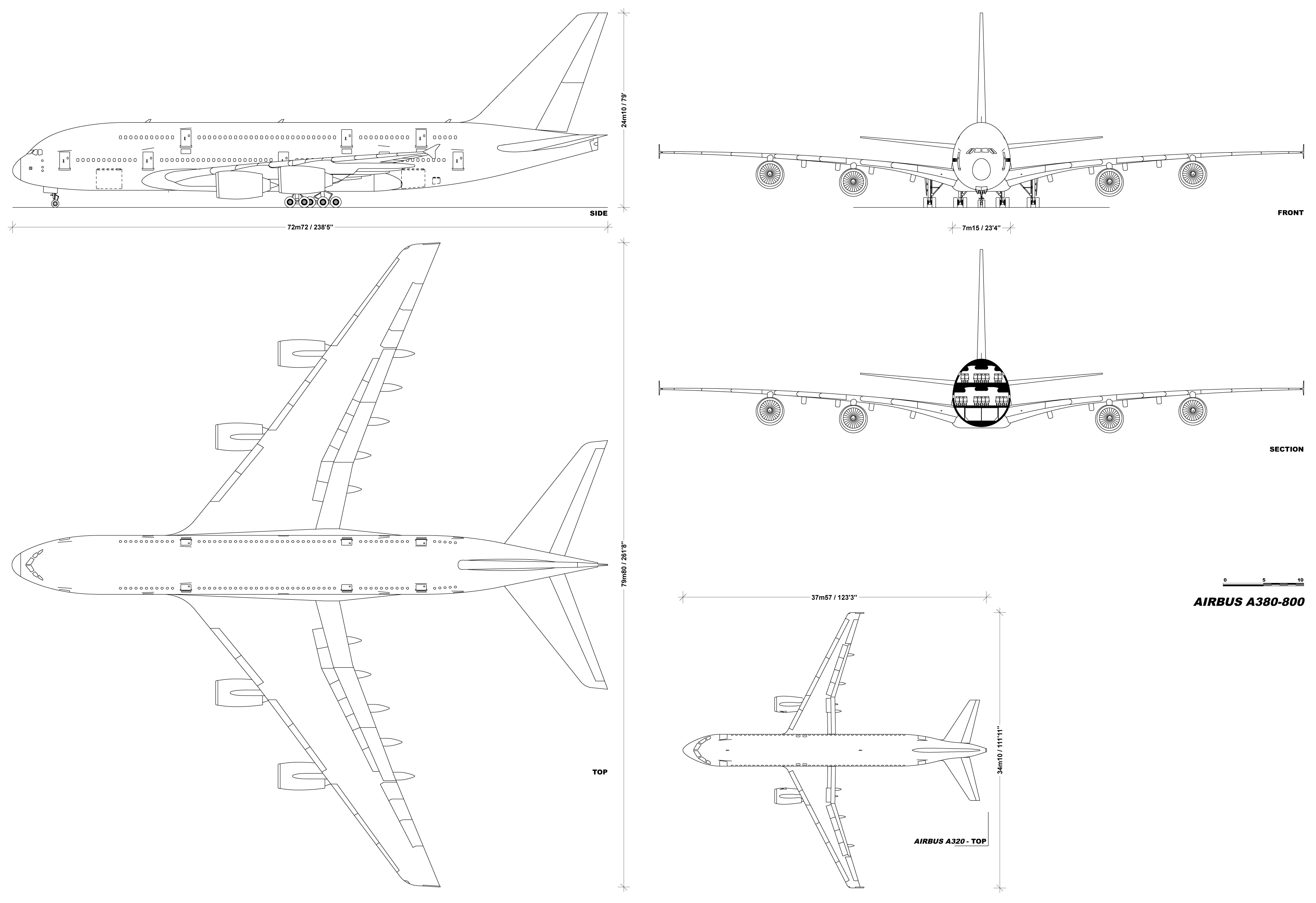
bouwtekeningen

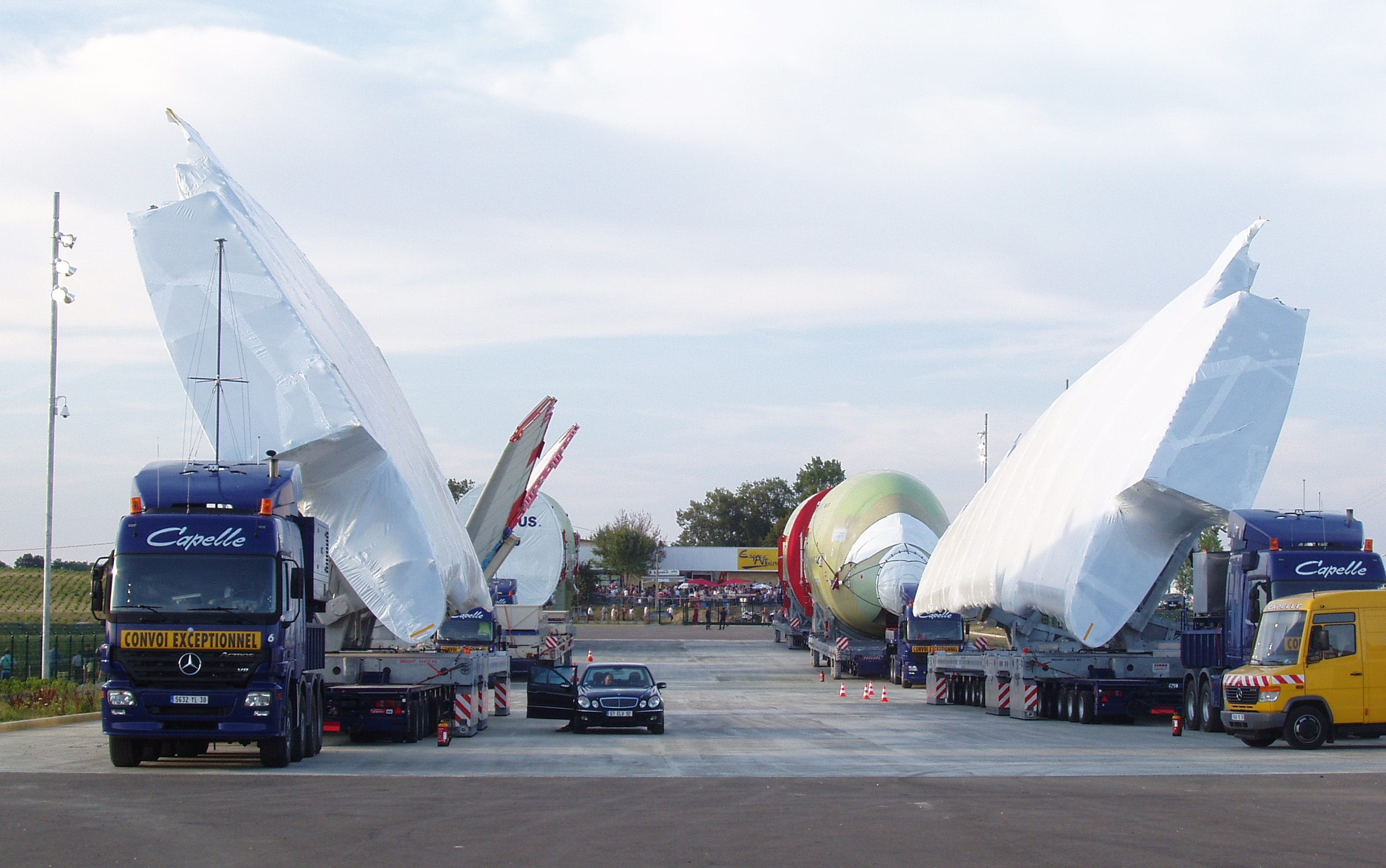
Het transport van A380-onderdelen naar de fabriek in Toulouse
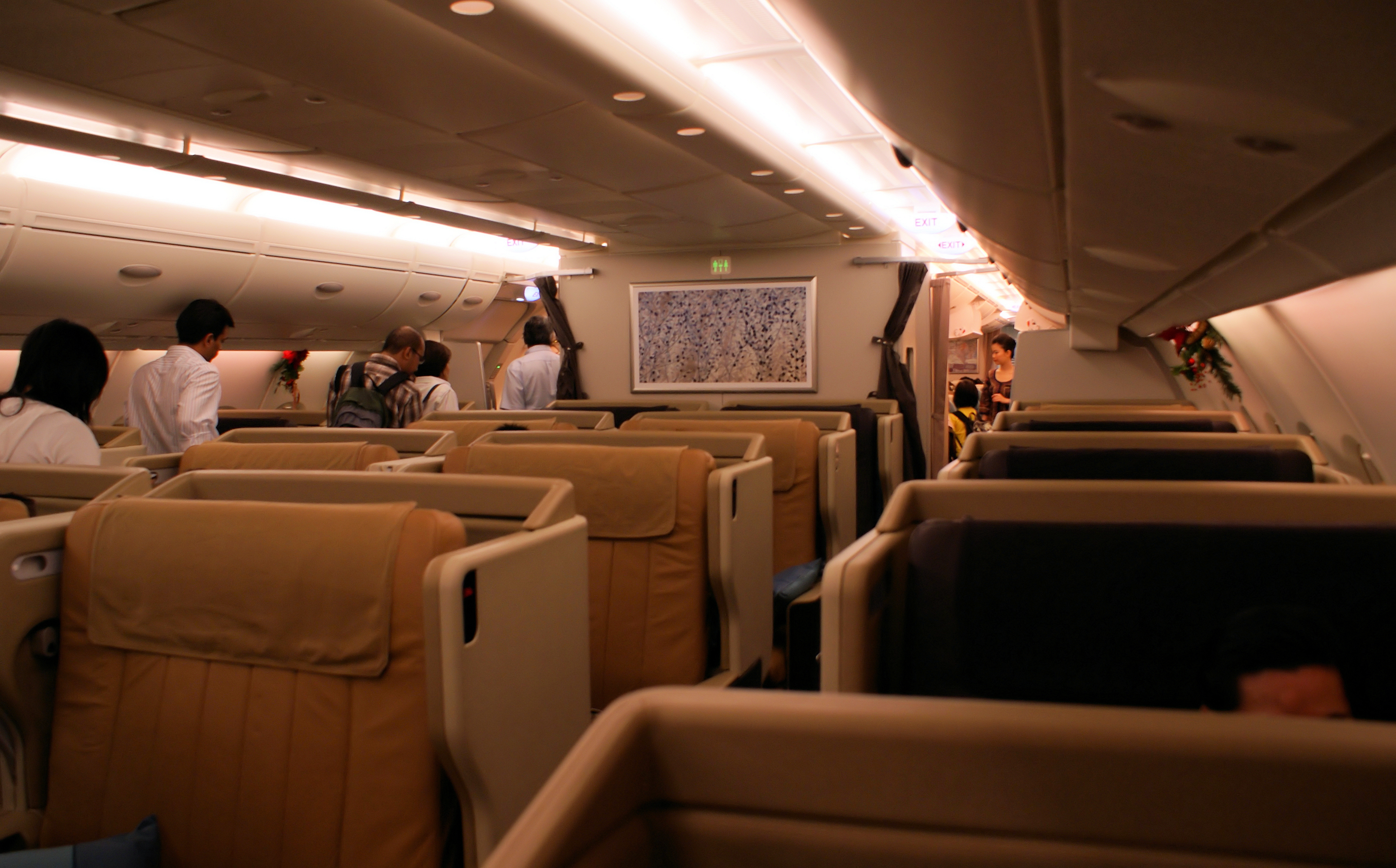
De businessclass van Singapore Airlines
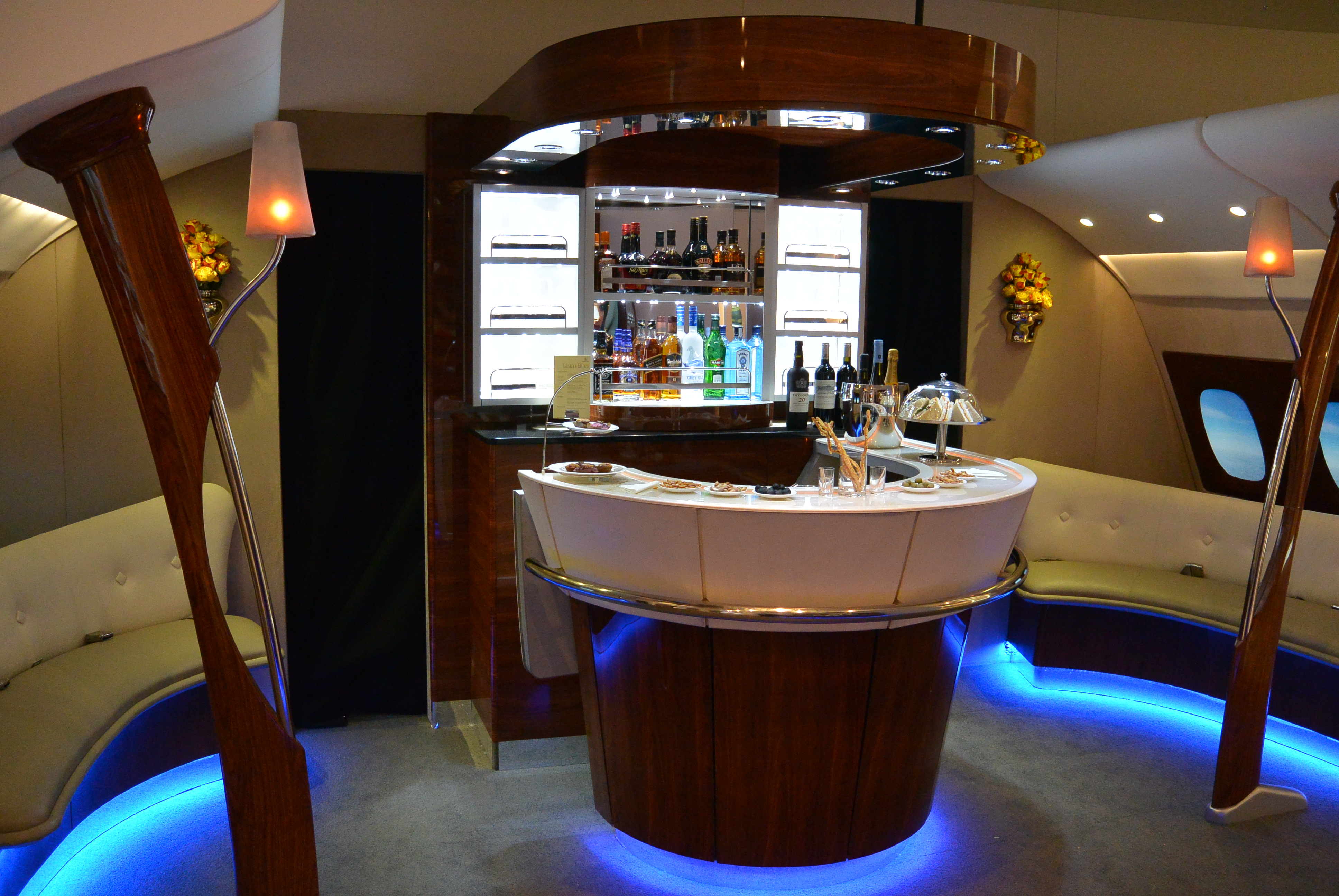
De lounge aan boord van een Airbus A380 van Emirates
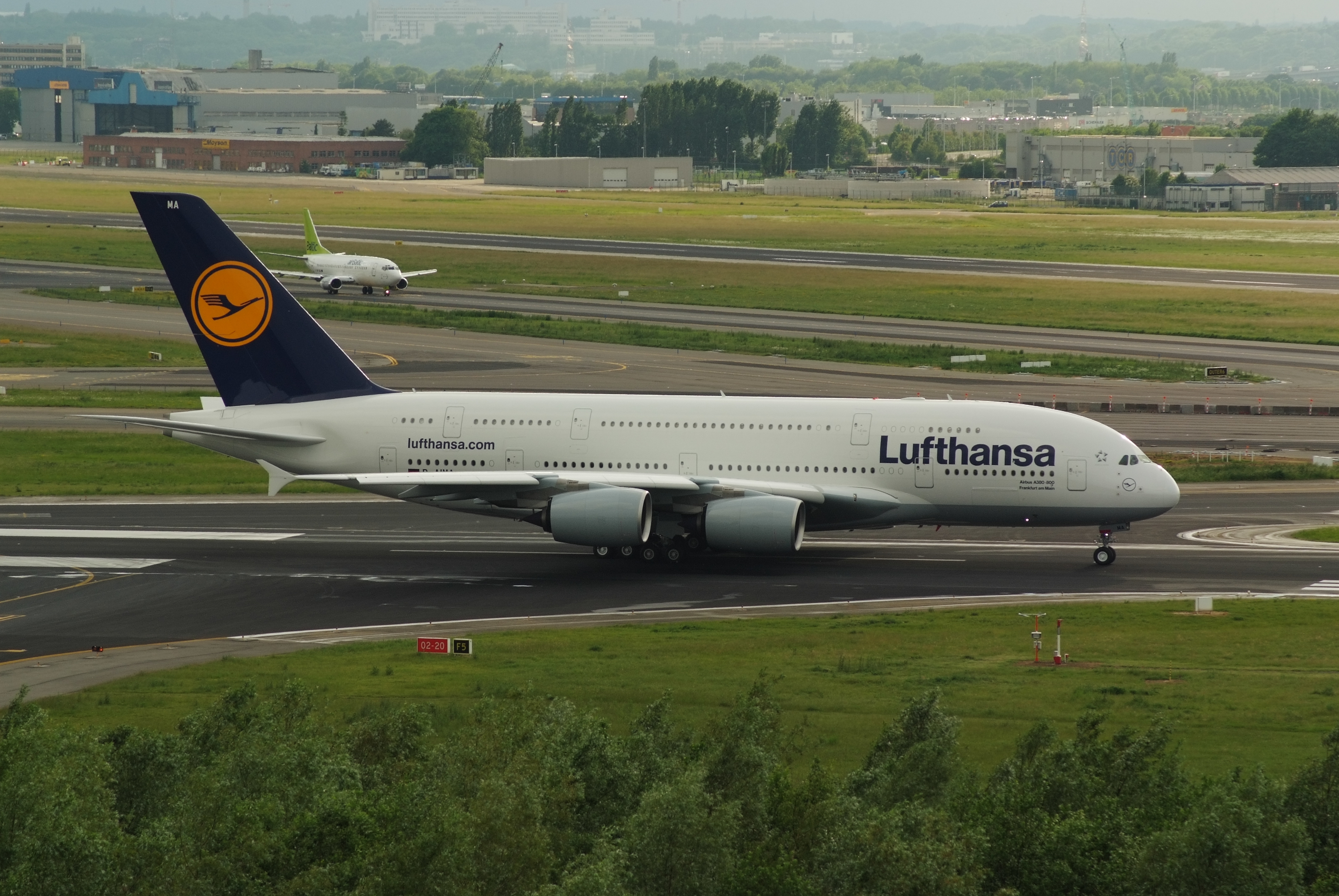
Eerste bezoek van een Airbus A380 aan Brussels Airport
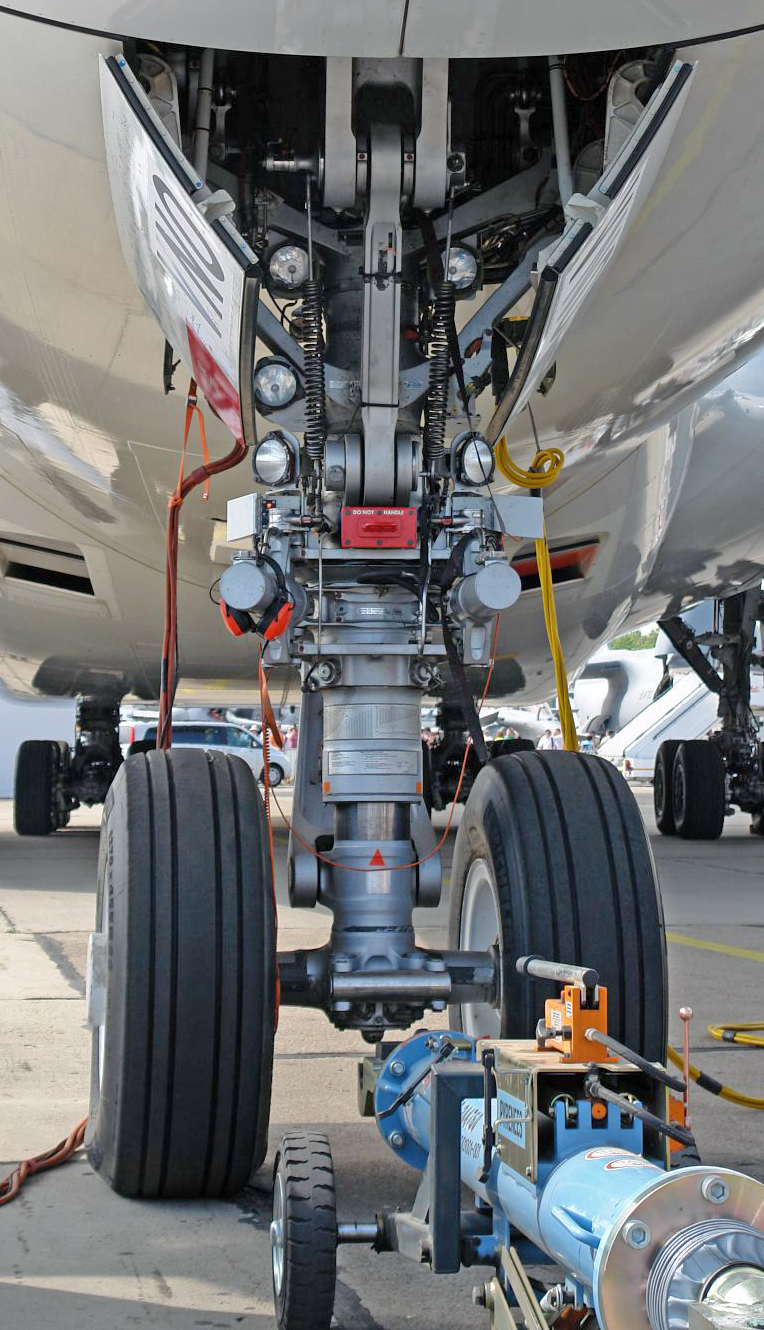
Neuswielen van de airbus A380

## Websites
- (en)  Airliners.net. Airbus A380.
- (en)  Airbus. Airbus A380 Unique passenger experience.